# Федоренко, Яков Николаевич
Я́ков Никола́евич Федоре́нко (10 [22] октября 1896, слобода Цареборисово, Харьковская губерния — 26 марта 1947, Москва) — советский военачальник, маршал бронетанковых войск (1944), заместитель наркома обороны СССР (20 июля 1941 — май 1943).

## Биография
Родился в семье портового грузчика в слободе Цареборисово (ныне село Оскол), в которой было 5 детей. Окончил церковно-приходскую школу. С 9 лет работал пастухом, кучером, батраком, чернорабочим на шахтах Донбасса, солеваром на солеваренных заводах в Славянске, рулевым на барже.
В мае 1915 года призван в Русский императорский флот, окончил школу рулевых Черноморского флота. Служил на минном тральщике. После Февральской революции избран председателем судового комитета. Член РКП(б) с февраля 1917 года. Во время Октябрьской революции командовал отрядом моряков, участвовал в установлении Советской власти в Одессе; отряд под его командованием захватил штаб Одесского военного округа. Сразу после революции вступил в отряд Красной Гвардии.
В Красной Армии с февраля 1918 года. В Гражданскую войну — комиссар штаба 2-й Революционной армии (Екатеринослав), с конца 1919 года — комиссар, помощник командира и командир бронепоезда «Тяжёлый», с сентября 1920 — командир и комиссар бронепоезда № 4 15-й Инзенской революционной стрелковой дивизии 1-й армии, в сентябре-ноябре 1920 года — командир-военком группы бронепоездов 13-й армии, затем вновь командир бронепоезда. Воевал на Восточном фронте против войск чехословацкого корпуса и адмирала А. В. Колчака, на Западном фронте против войск генерала Н. Н. Юденича и против Польши, на Южном фронте против войск генерала П. Н. Врангеля. Отличался храбростью, дважды ранен, один раз контужен в боях.
После войны продолжал командовать бронепоездами. В ноябре 1921 года был приговорён Революционным военным трибуналом Харьковского военного округа осужден на 1 год принудительных работ с лишением свободы, однако сразу же освобожден по амнистии в связи с 4-летней годовщиной Октябрьской революции и вступил в командование бронепоездом. В апреле 1923 года направлен на учёбу в Харьковскую высшую повторную школу, которая с июне того же года переименована в высшие повторные курсы старшего комсостава РККА). В октябре 1923 года переведён для продолжения учёбы в Высшую артиллерийскую школу комсостава, которую и окончил в октябре 1924 года.
С октября 1924 года исполнял должность командира и комиссара дивизиона полевых бронепоездов, с апреля 1925 года командовал территориальным полком бронепоездов. В ноябре 1925 года вновь направлен учиться. В 1927 году окончил годичные Артиллерийские курсы усовершенствования старшего комсостава РККА, в 1930 году — курсы партийно-политической подготовки командиров-единоначальников при Военно-политической академии имени Н. Г. Толмачева. С августа по октябрь 1927 года и с апреля 1930 по апрель 1931 года — командир и военком 2-го полка бронепоездов Белорусского военного округа.

На этой должности его характеризовали как отрицательно относившегося к политработникам:
В политсостоянии 2-го полка БЕПО (БВО) за последнее время отмечается ряд отрицательных явлений, чему способствует отсутствие единства среди комполитсостава полка. Комполка - единоначальник Федоренко - недооценивает роль политаппарата в армии и высказывается среди начсостава: «Они (политработники) ничего не делают, а только бумагу портят», «Если хотите что-либо провалить, то поручите это политаппарату» и т.д. Между комполка Федоренко и его помощником по полит[ической части] Нестеренко существуют ненормальные взаимоотношения по службе, выражающиеся во взаимной неприязни и игнорировании друг друга. Нездоровые взаимоотношения между командиром полка и его помощником по политчасти привели к тому, что ими не уделяется нужное внимание политбоевой подготовке полка и, в частности, работе остального начсостава, в результате чего и среди последнего отмечается несерьезное отношение к делу.
В 1931 году поступил, а в 1934 году окончил Военную академию РККА имени М. В. Фрунзе. С 1934 года — в танковых войсках, командир-военком 3-го отдельного танкового полка в Московском военном округе; с 2 мая 1935 года — командир 15-й механизированной бригады Украинского военного округа. С августа 1937 года — начальник автобронетанковых войск Киевского (с 26 июля 1938 — Киевского Особого) военного округа. На этом посту его высоко оценил тогдашний командующий округом С. К. Тимошенко, отметивший, что «Федоренко много и упорно работает, хорошо знает состояние и нужды своих войск; в результате чего боеготовность и боевая подготовка танковых частей округа находится на хорошем уровне, … сам Федоренко в случае необходимости может командовать крупным механизированным соединением». С июня 1940 года, вскоре после назначения С. К. Тимошенко народным комиссаром обороны, Федоренко был назначен начальником Автобронетанкового (затем Главного автобронетанкового) управления РККА. На этом посту отвечал за техническое перевооружение бронетанковых и механизированных войск РККА, а также за формирование 29 танковых корпусов (к началу войны большая часть из них находилась ещё на стадии формирования).

## Великая Отечественная война
С июля 1941 года — заместитель наркома обороны СССР — начальник Автобронетанкового управления РККА, с декабря 1942 года — одновременно командующий бронетанковыми и механизированными войсками Красной армии. На посту заместителя наркома обороны оставался до реорганизации системы управления наркоматом 20 мая 1943 года. Для решения важнейших вопросов строительства и применения бронетанковых войск за годы войны 149 раз вызывался на приём к И. В. Сталину.

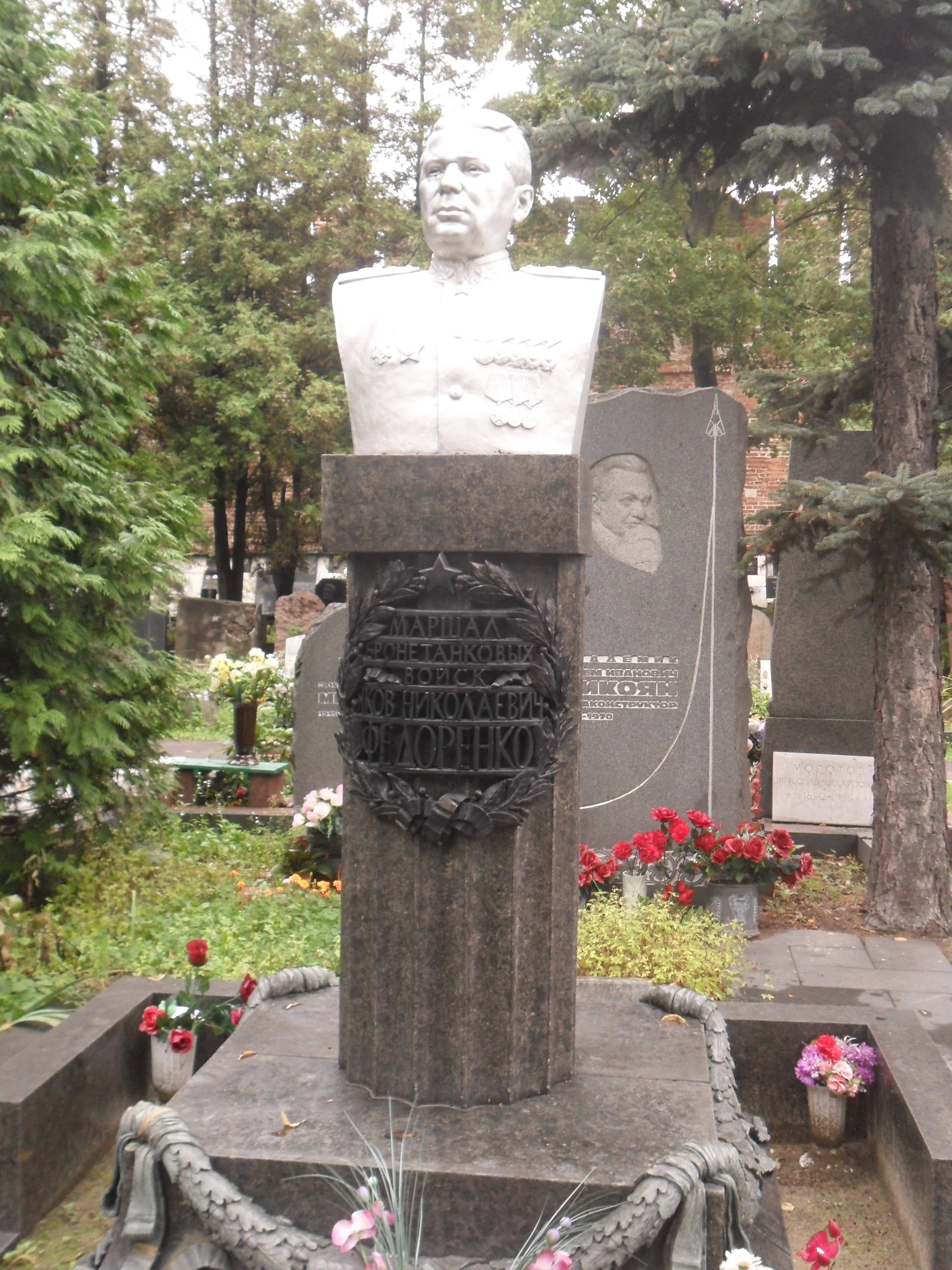
Могила Я. Н. Федоренко на Новодевичьем кладбище.

По поручению Ставки ВГК неоднократно выезжал в войска, был представителем Ставки в битве под Москвой, в Сталинградской и Курской битвах, участник оборонительных операций Северо-Западного фронта в 1942 году и наступательной операции на Брянском фронте в июне-августе 1943 года, наступательных сражений на Воронежском фронте в 1943 году. Внёс в годы войны большой вклад в развитие и совершенствование бронетанковых и механизированных войск, способов их применения в ходе военных действий, в повышение выпуска танков и в их техническое совершенствование исходя из опыта боевых действий. Кроме того, отвечал за подготовку кадрового состава для танковых войск и руководил работой по обобщению опыта использования танковых войск, готовил приказы Ставки ВГК об использовании танковых войск в наступательных операциях и Боевой устав бронетанковых и механизированных войск (принят в 1944 году). Первый, наряду с П. А. Ротмистровым, советский военачальник, которому присвоено воинское звание маршал бронетанковых войск, которое он получил 21 февраля 1944 года.

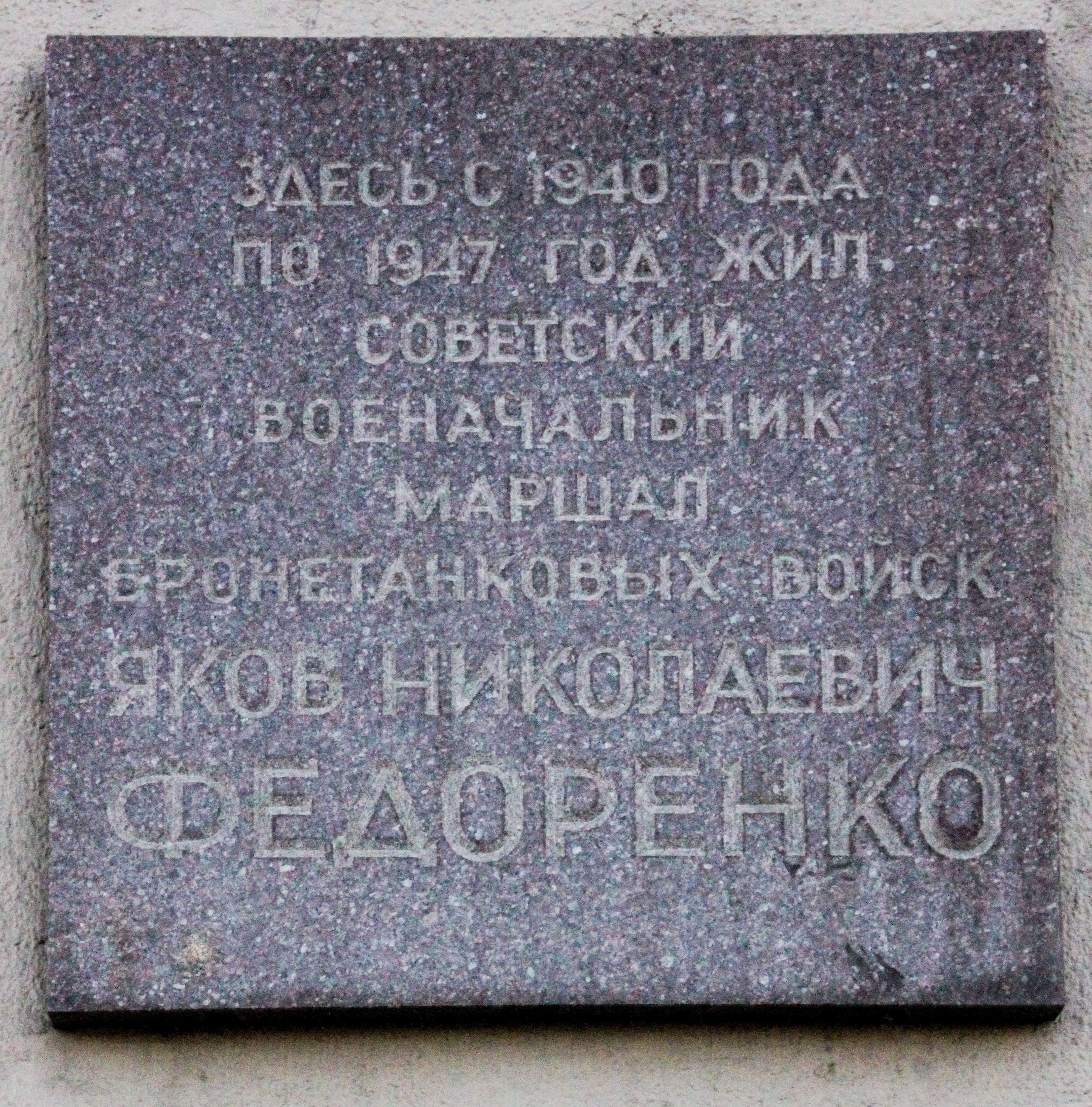
Мемориальная табличка на стене дома, по адресу улица Серафимовича, дом 2, где проживал Я. Н. Федоренко с 1940 по 1947 год.

После войны, с апреля 1946 года — командующий бронетанковыми и механизированными войсками Сухопутных войск.
Депутат Верховного Совета СССР 2-го созыва (с 1946).
Судья всесоюзной категории по авто-мотоспорту (1946).
Скончался 26 марта 1947 года. Похоронен на Новодевичьем кладбище Москвы.

## Награды
- Четыре ордена Ленина (22.02.1941, 10.11.1942, 21.02.1945, 21.10.1946)
- Два ордена Красного Знамени (27.01.1920[4][15]; 3.11.1944)
- Орден Суворова 1-й степени (1.06.1944)
- Орден Кутузова 1-й степени (31.07.1944)
- Медаль «За оборону Москвы»
- Медаль «За оборону Сталинграда»
- Другие медали СССР
- Крест Грюнвальда (Польша, 21.05.1946[16])

## Воинские звания
- Комбриг (26.11.1935).
- Комдив (4.11.1939).
- Генерал-лейтенант танковых войск (4.06.1940).
- Генерал-полковник танковых войск (1.01.1943).
- Маршал бронетанковых войск (21.02.1944).

## Память
- В Москве установлена мемориальная доска на доме № 2 по улице Серафимовича, в котором проживал Я. Н. Федоренко с 1940 по 1947 годы.
- Имя маршала Федоренко присвоено улицам в Москве, Харькове, Донецке, Изюме, Кривом Роге[17].

### Комментарии
1. 1 2  Ставка ВГК направляла Федоренко в места сражений с участием крупных бронетанковых сил. Действия Федоренко не всегда были успешными. Так, в июне 1942 года он был направлен в штаб Брянского фронта для отражения наступления вермахта на Воронеж. Несмотря на то, что в распоряжении фронта находилось семь танковых корпусов (около 1000 танков новых моделей), остановить продвижение противника к Воронежу не удалось [11].

### Сноски
1. ↑  Федоренко Яков Николаевич // Большая советская энциклопедия: [в 30 т.] — 3-е изд. — М.: Советская энциклопедия, 1969.
2. ↑  Ныне — село Оскол Изюмского района Харьковской области.
3. ↑  Шигин В. В. Матросские бронепоезда. // Морской сборник. — 2019. — № 3. — С. 94.
4. 1 2  Приказы армиям Западного фронта. - Смоленск : б. и., 1919-. - 22-25 см. 1920, № 1-1382 с пропусками. - 1920. - разд. паг.
5. ↑  Бабаджанян А. Х.  Маршал бронетанковых войск Я. Н. Федоренко (К 80-летию со дня рождения). // Военно-исторический журнал. — 1976. — № 10. — С.124-128.
6. ↑  О действиях, за которые подвергся суду, нет информации.
7. ↑  Спецдонесение ОО ОГПУ о неудовлетворительном политсостоянии, нарушениях дисциплины и пьянстве во 2-м полку (18 февраля 1931). Дата обращения: 18 мая 2016. Архивировано 2 июня 2016 года.
8. ↑  Печенкин А. А. Нарком обороны И. В. Сталин и его заместители. // Военно-исторический журнал. — 2005. — № 6. — С.3-10.
9. ↑  Печенкин А. А. Нарком обороны СССР И. В. Сталин и его заместители. // Военно-исторический журнал. — 2005. — № 8. — С.23, 27.
10. ↑  Горьков Ю. А. И. В. Сталин и Ставка ВГК. // Военно-исторический журнал. — 1995. — № 3. — С.20-25.
11. ↑  Erickson, 2003, с. 357.
12. ↑  Указ Президиума Верховного Совета СССР «О присвоении генерал-полковнику бронетанковых войск Федоренко Я. Н. военного звания маршала бронетанковых войск» от 21 февраля 1944 года // Ведомости Верховного Совета Союза Советских Социалистических Республик : газета. — 1944. — 29 февраля (№ 12 (272)). — С. 1. Архивировано 28 января 2022 года.
13. ↑  Гетман А. Л.  Маршал бронетанковых войск Я. Н. Федоренко (К 90-летию со дня рождения). // Военно-исторический журнал. — 1986. — № 10. — С.88-90.
14. ↑  Во Всесоюзном комитете // Советский спорт (газета). — 27 августа 1946, № 58. — с. 2.
15. ↑  № ордена: 2319.
16. ↑  Информация о награждении в ОБД «Память народа».
17. ↑  Переименована в ходе «декоммунизации» в 2017 году.